# Auflösung der englischen Klöster

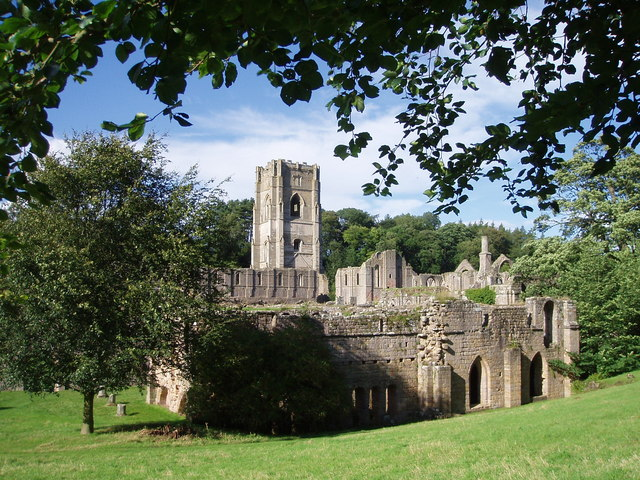
Ruinen von Fountains Abbey, Yorkshire

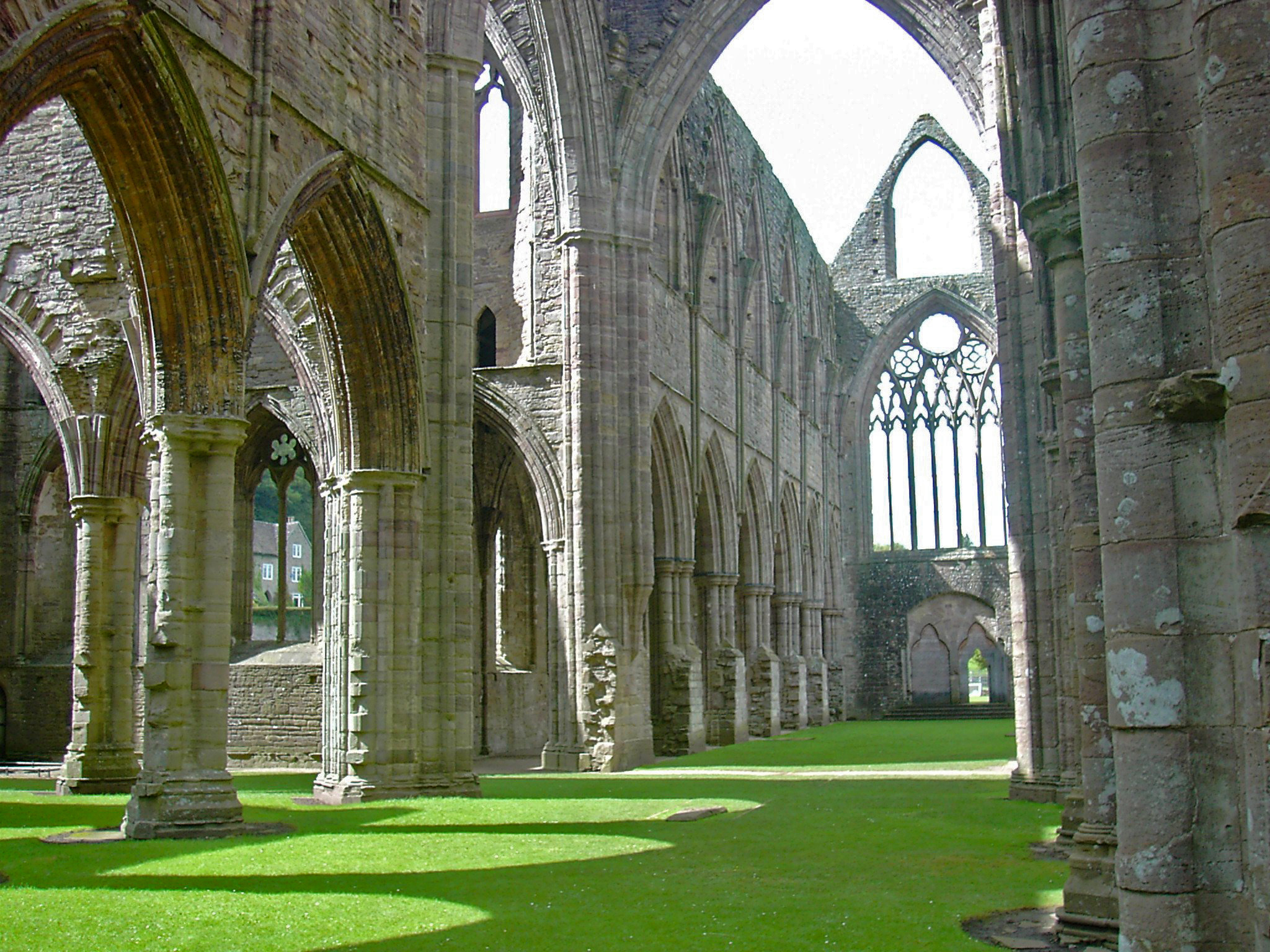
Klosterkirche von Tintern Abbey, Wales

Die Auflösung der englischen Klöster (englisch Dissolution of the Monasteries), von den englischen Katholiken auch als Unterdrückung der Klöster (englisch Suppression of the Monasteries) bezeichnet, war der formale Akt während der Englischen Reformation, mit dem Heinrich VIII. in den Jahren 1536 bis 1541 die Besitztümer klösterlicher Einrichtungen in England, Wales und Irland konfiszierte.

## Vorgeschichte
Der Ursprung der Bewegung für die Abschaffung des Mönchtums in England setzte schon vor der Reformation König Heinrichs VIII. ein. Bereits während des Hundertjährigen Kriegs mit Frankreich war es zur Schließung von Klöstern mit französischem Mutterkloster (Alien priories) gekommen, wodurch auch ein Beitrag zur Finanzierung der Kriegsanstrengungen geleistet wurde. Heinrich V. hatte 1414 die Besitztümer zahlreicher solcher Klöster durch Parlamentsbeschluss der Krone übertragen lassen. Im Jahr 1523 bekam Kardinal Thomas Wolsey die päpstliche Erlaubnis, 40 kleine Klöster zu schließen, um Geldmittel für die Eröffnung des Christ Church-College in Oxford aufzubringen. Auch spielte das Beispiel der Reformation in anderen Staaten Europas eine Rolle. Bereits 1521 hatte Martin Luther seine Schrift De votis monasticis publiziert, in der er erklärte, das mönchische Leben habe keine Basis in der Bibel. Dies setzte nicht nur eine Austrittswelle aus den Klöstern in Gang, sondern veranlasste auch weltliche Herrscher, auf klösterliches Kirchengut zuzugreifen. So erreichte etwa König Gustav I. Vasa im Jahr 1527 einen einschlägigen Beschluss des schwedischen Reichstags von Västerås, der auch die Rückkehr von letztwillig gewidmetem Klostergut an die Erben der Stifter vorsah. Ähnlich ging ein Jahr später König Frederik I. von Dänemark vor, der die Güter von 15 der reichsten Ordenshäuser für die Krone konfiszierte. Nachdem die Suprematsakte, mit der Heinrich VIII. zum Oberhaupt der Church of England erhoben wurde, im Jahr 1534 angenommen wurde, waren auch in England die Klöster eines der ersten Ziele der Reform. Aufgrund von Berichten Thomas Cromwells autorisierte das Parlament im Februar 1536 die Auflösung aller Klöster, deren jährliches Einkommen eine gewisse Summe nicht überschritt.

## Durchführung
Schon im Februar 1531 hatte sich Heinrich VIII. in seinem Streit mit dem Papst zum Oberhaupt der anglikanischen Kirche erklärt und in einem Gesetz vom April 1533 das Recht des Klerus, an „fremde Tribunale“ (Rom) zu appellieren, aufgehoben (Act in Restraint of Appeals). Widerständler wurden als Hochverräter behandelt und ihre Güter konfisziert. Heinrichs Kanzler Thomas Cromwell ließ im Jahr 1535 durch lokale Prüfer ein Verzeichnis aller Kirchengüter in England und Wales und der darauf beruhenden Einkommen anlegen (Valor Ecclesiasticus). Danach ließ er die Klöster durch Kommissäre auf ihre Praktiken überprüfen. „Abergläubische“ Reliquienverehrung und moralische Laxheit wurden von den Prüfern als besonders negativ gewertet. Aufgrund der im Herbst 1535 an Cromwell ergangenen, äußerst kritischen Berichte kam es im Folgejahr zum Dissolution of the Lesser Monasteries Act, der die rechtliche Basis für Klosterauflösungen durch den König gab. Auf diesem Gesetz beruhte der Grundsatzbeschluss, Klöster mit Jahreseinkommen unter £ 200 aufzulösen (von diesen gab es 419, es wurden aber Ausnahmen gewährt, sodass zunächst nur 243 Ordenshäuser aufgelöst wurden). Ihr Vermögen fiel an die Krone, die betroffenen Kleriker erhielten aber Barentschädigungen oder Pensionen. Sie hatten auch die Möglichkeit, in größere Häuser ihres Ordens zu wechseln.
Obwohl die Vorgehensweise Heinrichs VIII. zum Teil der reformatorischen Zeitströmung entsprach, provozierte sie auch Widerstand, der wieder von Heinrich als Hochverrat interpretiert wurde. Viele Ordenshäuser beteiligten sich an der nordenglischen Rebellion des Jahres 1536 (Pilgrimage of Grace). Nach Niederschlagung der Revolte kam es zu einer Vielzahl „freiwilliger“ Klosterauflösungen aus Angst der Klosteroberen vor Hochverratsprozessen.
Im Falle der Lewes Priory (November 1537) wurden erstmals den Mönchen Pensionen angeboten, dafür aber nicht die Option, in ein anderes Kloster zu wechseln. Dies wurde zur Regel und mit dieser Technik positiver und negativer Anreize entstand Druck auf die Klosteroberen, die rechtlich als Eigentümer ihrer Institution fingiert wurden, der Auflösung ihres Ordenshauses zuzustimmen. Als im April 1539 das Parlament ein Gesetz zur Legalisierung der freiwilligen Selbstauflösung der Klöster verabschiedete, war die große Mehrzahl der Ordenshäuser in England, Irland und Wales bereits säkularisiert.

## Ergebnis

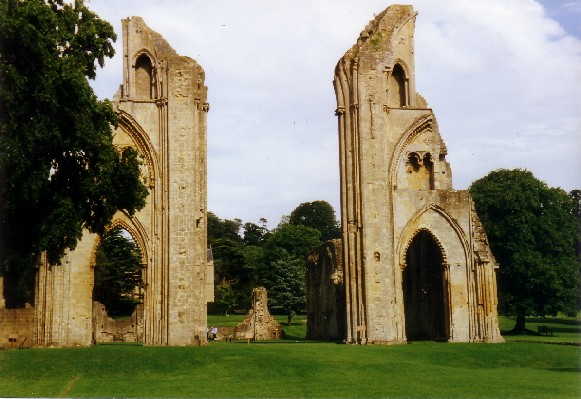
Glastonbury Abbey, Somerset

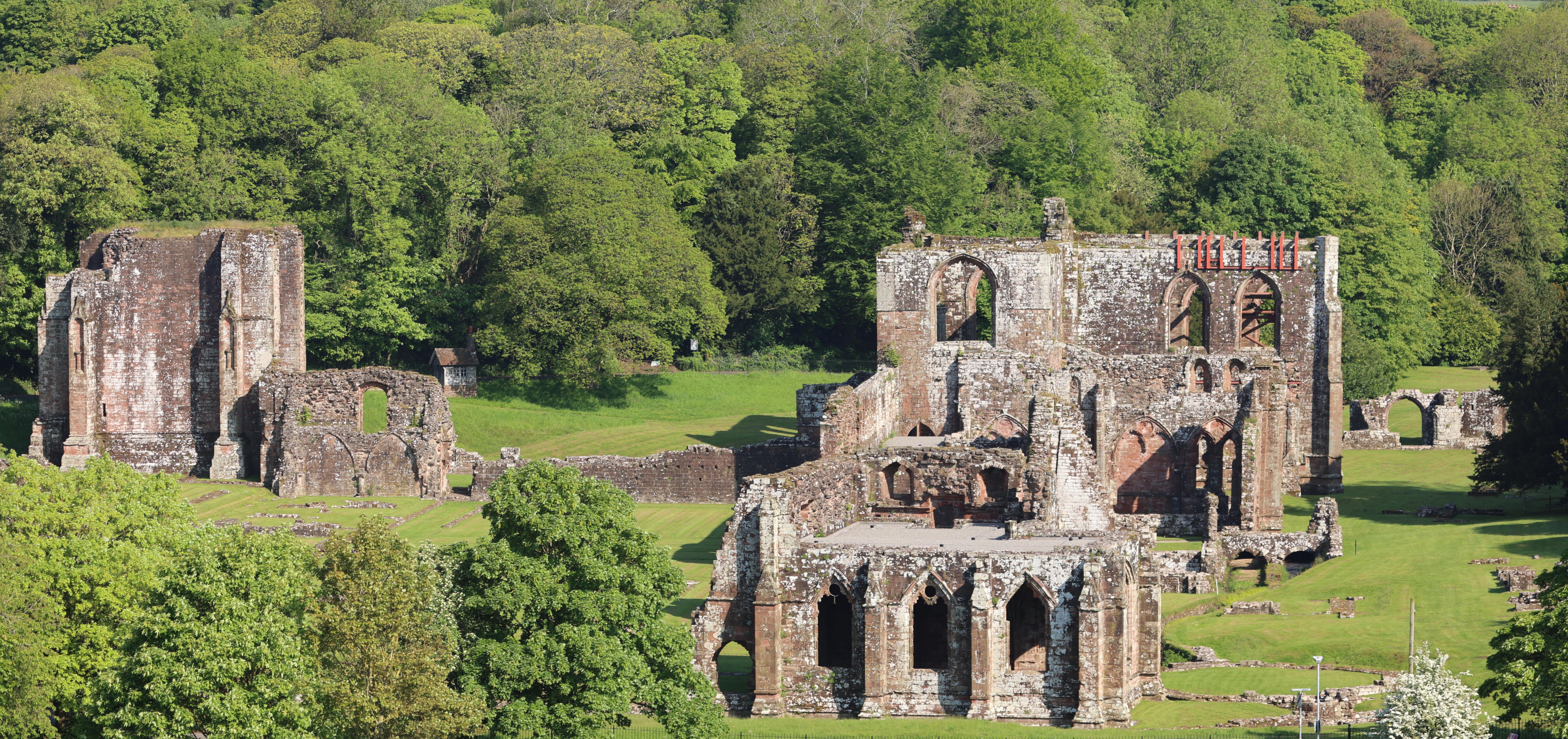
Furness Abbey, Cumbria

Im Rahmen der Kampagne gegen den Aberglauben wurden auch viele Reliquien und Heiligenstatuen zerstört und eingeschmolzen. Über 100 frühere Klosterkirchen blieben als Pfarrkirchen in Verwendung, 14 wurden zu Kathedralen. Viele der übrigen klösterlichen Bauwerke wurden niedergebrannt – die einfachste Methode, um an das wertvolle Blei der Dächer und Abflussrinnen zu kommen. Bausteine und Schieferdächer gingen an die Meistbietenden. Viele ehemals klösterliche Gebäude wurden zu Wohnhäusern, Scheunen und Ställen. Manche verlassene Klöster in abgelegenen Gebieten, in denen kein großer Bedarf an Baumaterial herrschte, verfielen auch erst im Laufe der Jahrhunderte. Ehemals große Abteien und Pilgerstätten wie Glastonbury Abbey, Walsingham Priory, die Abteien St Edmund, Reading und Shaftesbury wurden zu Ruinen.
Der jährliche Einkommenszuwachs der britischen Krone betrug zunächst £ 150.000 (ca. 63 Millionen £ nach dem Wert von 2010), ein Drittel davon musste allerdings in Pensionen wieder ausgezahlt werden. Nach dem Sturz von Thomas Cromwell (1540) kam es, durch Heinrichs Kriege bedingt, zu einem beschleunigten Abverkauf ehemaliger Klostergüter, üblicherweise zum Zwanzigfachen des Jahresertrags. Als Käufer traten in der Regel örtliche Adelige und wohlhabende Bürger auf.
Abgesehen von der grundsätzlichen Wirkung auf die Struktur der Kirche, vergrößerte die Klosterauflösung also das Einkommen der Krone und sorgte für eine stabile weltliche Mehrheit im Oberhaus des Parlaments. Der englische Adel kaufte einen Großteil des Bodens und viele Bauern verloren aufgrund des Besitzwechsels ihre Häuser.

## Nachwirkungen
Ab dem Ende des 18. Jahrhunderts begann das britische kultivierte Publikum die Kirchenruinen des 16. Jahrhunderts als Bereicherung der Landschaft zu schätzen, besonders pittoreske Beispiele wie Tintern Abbey wurden dank William Turner und William Wordsworth zum Gegenstand literarischer Reflexion und malerischer Darstellung. Die 15-jährige Jane Austen (1775–1817) ging in ihrer scherzhaften History of England by a partial prejudiced and ignorant Historian (1791) sogar so weit, Heinrich VIII. seine Verschönerung der Landschaft durch die Schaffung zahlreicher Klosterruinen als ästhetisch motivierte Absicht zugutezuhalten.